# Fuhse
La Fuhse est une rivière allemande d'une longueur de 100 km qui coule dans le land de la Basse-Saxe. Elle est un affluent de l'Aller et donc un sous-affluent de la Weser.